# Tournoi pré-olympique de la CONMEBOL 1992
Navigation
Séoul 1988 Atlanta 1996
Le tournoi pré-olympique de la CONMEBOL 1992 a eu pour but de désigner les 2 nations qualifiées au sein de la zone Amérique du Sud pour participer au tournoi final de football, disputé lors des Jeux olympiques de Barcelone en 1992.
Le tournoi pré-olympique sud-américain s'est déroulé du 31 janvier au 16 février 1992 à Asuncion au Paraguay. Les dix nations participantes ont été réparties dans deux poules de cinq équipes. Les deux pays les mieux classés de chacun des deux groupes se sont retrouvés pour le tournoi final au sein d'un groupe unique dont les deux premiers étaient placés pour le tournoi olympique au terme d'une compétition à match unique entre chacun des adversaires. À l'issue de ces éliminatoires, le Paraguay et la Colombie se sont qualifiés.

## Pays qualifiés
| Dates                            | Lieu     | Places | Qualifiés         |
| -------------------------------- | -------- | ------ | ----------------- |
| du 31 janvier au 16 février 1992 | Paraguay | 2      | Paraguay Colombie |

## Format des qualifications
Dans les phases de qualification en groupe disputées selon le système de championnat, en cas d’égalité de points de plusieurs équipes à l'issue de la dernière journée, les critères suivants sont appliqués dans l'ordre indiqué pour établir leur classement :

- Meilleure différence de buts,
- Plus grand nombre de buts marqués.

## Villes et stades
Le tournoi pré-olympique sud-américain s'est déroulé du 31 janvier au 16 février 1992 à Asuncion au Paraguay.
| \| Asuncion \| |
| Asuncion       |

| Asuncion |

## Tournoi qualificatif
À l'issue de ces éliminatoires, le Paraguay et la Colombie se sont qualifiés.

### Premier tour

#### Groupe A
| Rang | Équipe         | Pts | J | G | N | P | Bp | Bc | Diff |  | Résultats (▼ dom., ► ext.) |  |     |     |     |     |
| ---- | -------------- | --- | - | - | - | - | -- | -- | ---- |  | -------------------------- |  | --- | --- | --- | --- |
| 1    | Colombie       | 7   | 4 | 3 | 1 | 0 | 10 | 1  | +9   |  | Colombie                   |  | 0-0 | 2-0 | 4-1 | 4-0 |
| 2    | Paraguay       | 5   | 4 | 2 | 1 | 1 | 8  | 2  | +6   |  | Paraguay                   |  |     | 0-1 | 7-1 | 1-0 |
| 3    | Brésil         | 5   | 4 | 2 | 1 | 1 | 4  | 4  | 0    |  | Brésil                     |  |     |     | 2-1 | 1-1 |
| 4    | Pérou          | 2   | 4 | 1 | 0 | 3 | 6  | 13 | -7   |  | Pérou                      |  |     |     |     | 3-0 |
| 5    | Venezuela (en) | 1   | 4 | 0 | 1 | 3 | 1  | 9  | -8   |  | Venezuela (en)             |  |     |     |     |     |

#### Détail des rencontres
| 1ère journée    | Paraguay | 1 - 0   | Venezuela (en) | Estadio Defensores del Chaco Asuncion, Paraguay |                          |
| 31 janvier 1992 | Gamarra 89e (pen.) | (0 - 0) | | Arbitrage : Jorge Nieves                        | Arbitrage : Jorge Nieves |
| 31 janvier 1992 | Rapport |         | | Arbitrage : Jorge Nieves                        | Arbitrage : Jorge Nieves |
| 31 janvier 1992 | Ruíz Díaz – Duarte, Ayala, Gamarra, Marecos (en) – Peralta, Arce, Alvarenga, Neffa – Cardozo ( 51e Benítez (en)), Yegros ( 59e Campos) | Équipes | Golindano – Betancourt, Millán, Tortolero, Páez Pumar – Rodríguez, Hernández, Milillo (it), Rivas ( 75e Savarese) – Dolgetta ( 67e González), Contreras (it) | Arbitrage : Jorge Nieves                        | Arbitrage : Jorge Nieves |

| 1er février 1992 | Brésil        | 2 - 1 | Pérou       | Estadio Defensores del Chaco Asuncion, Paraguay |                              |
| | Élber 52e 63e | (0 - 0) | Zegarra 80e | Arbitrage : Javier Castrilli                    | Arbitrage : Javier Castrilli |
| | Rapport       | |             | Arbitrage : Javier Castrilli                    | Arbitrage : Javier Castrilli |
| Roger (en) – Cafu, Rémerson (en), Márcio Santos, Roberto Carlos – Djair (en), Nélio (en), Luiz Fernando (it) ( 65e Bismarck), Dener ( 81e Sílvio (en)) – Élber, Elivélton | Équipes       | Marrou (es) – Gonzáles, Reynoso, José Soto, Valerio – Pinillos, Zegarra, Valencia (es) ( 45e Charún), Palacios ( 55e Yáñez) – Maestri, Basombrío (en) |             | Arbitrage : Javier Castrilli                    | Arbitrage : Javier Castrilli |

| 2ème journée   | Colombie | 4 - 1   | Pérou | Estadio Defensores del Chaco Asuncion, Paraguay |                           |
| 3 février 1992 | Lozano 6e · Valenciano 14e 62e · Restrepo 83e                                                                                             | (2 - 0) | Maestri 54e | Arbitrage : Alfredo Rodas                       | Arbitrage : Alfredo Rodas |
| 3 février 1992 | Rapport 1 Rapport 2 |         | | Arbitrage : Alfredo Rodas                       | Arbitrage : Alfredo Rodas |
| 3 février 1992 | Calero – Santa, Cassiani, Bermúdez, Osorio – Lozano, Gaviria, Restrepo, Aristizábal ( 56e Pacheco) – Valenciano ( 85e Zambrano), Asprilla | Équipes | Marrou (es) – Gonzáles, Charún, José Soto, Molina – Reynoso, Pinillos, Zegarra ( 83e Menéndez), Yáñez ( 46e Basombrío (en)) – Maestri, Besada | Arbitrage : Alfredo Rodas                       | Arbitrage : Alfredo Rodas |

| 3 février 1992 | Brésil           | 1 - 0 | Paraguay | Estadio Defensores del Chaco Asuncion, Paraguay |                                      |
| | Márcio Santos 7e | (1 - 0) |          | Arbitrage : Francisco Oscar Lamolina            | Arbitrage : Francisco Oscar Lamolina |
| | Rapport          | |          | Arbitrage : Francisco Oscar Lamolina            | Arbitrage : Francisco Oscar Lamolina |
| Roger (en) – Cafu, Rémerson (en), Márcio Santos, Roberto Carlos – Djair (en), Nélio (en) ( 55e Marquinhos), Luiz Fernando (it), Dener ( 79e Bismarck) – Élber, Elivélton | Équipes          | Ruíz Díaz – Arce, Ayala, Gamarra, Duarte – Peralta, Sosa (en) ( 25e Brítez), Alvarenga ( 51e Benítez (en)), Neffa – Cardozo, Campos |          | Arbitrage : Francisco Oscar Lamolina            | Arbitrage : Francisco Oscar Lamolina |

| 3ème journée   | Pérou | 3 - 0   | Venezuela (en) | Estadio Defensores del Chaco Asuncion, Paraguay |                                      |
| 5 février 1992 | Zegarra 15e 18e (pen.) · Maestri 20e | (3 - 0) | | Arbitrage : Eduardo Dluzniewski (en)            | Arbitrage : Eduardo Dluzniewski (en) |
| 5 février 1992 | Rapport |         | | Arbitrage : Eduardo Dluzniewski (en)            | Arbitrage : Eduardo Dluzniewski (en) |
| 5 février 1992 | Quesada – Gonzáles, Charún, Ochandarte (es), Valerio ( 80e Prado (es)) – José Soto ( 62e Basombrío (en)), Reynoso, Pinillos, Zegarra – Maestri, Besada | Équipes | Golindano – Betancourt, Millán, Tortolero, Páez Pumar – Rodríguez, Hernández, Milillo (it), Rivas 77e – Dolgetta ( 46e Rodallega), Contreras (it) ( 58e Díaz) | Arbitrage : Eduardo Dluzniewski (en)            | Arbitrage : Eduardo Dluzniewski (en) |

| 5 février 1992 | Colombie           | 2 - 0 | Brésil | Estadio Defensores del Chaco Asuncion, Paraguay |                        |
| | Valenciano 40e 67e | (1 - 0) |        | Arbitrage : Pablo Peña                          | Arbitrage : Pablo Peña |
| | Rapport            | |        | Arbitrage : Pablo Peña                          | Arbitrage : Pablo Peña |
| Calero – Santa 55e, Cassiani, Bermúdez, Osorio – Lozano ( 67e Pérez), Gaviria, Restrepo, Aristizábal ( 67e Botero (nl)) – Valenciano, Asprilla | Équipes            | Roger (en) – Cafu, Rémerson (en) ( 66e Andrei (en)), Márcio Santos, Roberto Carlos – Rodrigão (en), Nélio (en) ( 66e Sílvio (en)), Luiz Fernando (it), Dener – Élber, Bismarck |        | Arbitrage : Pablo Peña                          | Arbitrage : Pablo Peña |

| 4ème journée   | Colombie | 4 - 0   | Venezuela (en) | Estadio Defensores del Chaco Asuncion, Paraguay |                              |
| 7 février 1992 | Bermúdez 53e · Asprilla 70e · Gaviria 80e · Valenciano 90e                                                                                      | (0 - 0) | | Arbitrage : Javier Castrilli                    | Arbitrage : Javier Castrilli |
| 7 février 1992 | Rapport |         | | Arbitrage : Javier Castrilli                    | Arbitrage : Javier Castrilli |
| 7 février 1992 | Calero – Botero (nl), Cassiani, Bermúdez, Osorio – Lozano ( 46e Pacheco), Gaviria, Restrepo, Aristizábal ( 76e Zambrano) – Valenciano, Asprilla | Équipes | Golindano – Bencómo, García, Tortolero, Páez Pumar – Rodríguez, Hernández ( 73e González), Milillo (it) 71e, Savarese ( 62e Rodallega) – Dolgetta, Contreras (it) | Arbitrage : Javier Castrilli                    | Arbitrage : Javier Castrilli |

| 7 février 1992 | Paraguay                                                                     | 7 - 1 | Pérou              | Estadio Defensores del Chaco Asuncion, Paraguay |                           |
| | Gamarra 48e (pen.) 55e (pen.) · Neffa 70e 82e · Cardozo 75e 83e · Duarte 86e | (0 - 0) | Basombrío (en) 61e | Arbitrage : Carlos Robles                       | Arbitrage : Carlos Robles |
| | Rapport                                                                      | |                    | Arbitrage : Carlos Robles                       | Arbitrage : Carlos Robles |
| Ruíz Díaz – Duarte, Ayala, Gamarra, Leiva – Peralta, Arce, Neffa – Ovelar ( 46e Cardozo), Benítez (en), Campos ( 57e Yegros) | Équipes                                                                      | Quesada – Gonzáles, Charún, Ochandarte (es) ( 71e Prado (es)), Valerio – Reynoso, José Soto 78e, Pinillos 43e, Zegarra 71e – Maestri 71e, Besada ( 57e Basombrío (en)) |                    | Arbitrage : Carlos Robles                       | Arbitrage : Carlos Robles |

| 5ème journée   | Paraguay | 0 - 0   | Colombie | Estadio Defensores del Chaco Asuncion, Paraguay |                                                |
| 9 février 1992 | | (0 - 0) | | Spectateurs : 40 000 Arbitrage : Alfredo Rodas  | Spectateurs : 40 000 Arbitrage : Alfredo Rodas |
| 9 février 1992 | Rapport |         | | Spectateurs : 40 000 Arbitrage : Alfredo Rodas  | Spectateurs : 40 000 Arbitrage : Alfredo Rodas |
| 9 février 1992 | Ruíz Díaz – Duarte, Ayala, Gamarra, Leiva ( 62e Campos) – Peralta, Arce, Sosa (en), Neffa – Cardozo ( 69e Yegros), Benítez (en) | Équipes | Calero – Santa, Cassiani, Marulanda (en), Pérez – Lozano ( 46e Pacheco), Gaviria, Restrepo, Aristizábal – Valenciano ( 75e Niño), Asprilla | Spectateurs : 40 000 Arbitrage : Alfredo Rodas  | Spectateurs : 40 000 Arbitrage : Alfredo Rodas |

| 9 février 1992 | Brésil              | 1 - 1 | Venezuela (en) | Estadio Defensores del Chaco Asuncion, Paraguay |                                              |
| | Elivélton 69e       | (0 - 1) | Rodríguez 30e  | Spectateurs : 3 000 Arbitrage : Jorge Nieves    | Spectateurs : 3 000 Arbitrage : Jorge Nieves |
| | Rapport 1 Rapport 2 | |                | Spectateurs : 3 000 Arbitrage : Jorge Nieves    | Spectateurs : 3 000 Arbitrage : Jorge Nieves |
| Roger (en) – Cafu, Rémerson (en), Andrei (en) 71e, Roberto Carlos – Djair (en), Marcelinho Carioca ( 46e Dener), Luiz Fernando (it) ( 46e Bismarck) – Élber, Sílvio (en), Elivélton | Équipes             | Golindano – Betancourt, García, Tortolero, Bencómo – Millán, Páez Pumar, Díaz, ( 81e Barreto), Rodríguez, González – Dolgetta ( 71e Savarese) |                | Spectateurs : 3 000 Arbitrage : Jorge Nieves    | Spectateurs : 3 000 Arbitrage : Jorge Nieves |

#### Groupe B
| Rang | Équipe        | Pts | J | G | N | P | Bp | Bc | Diff |  | Résultats (▼ dom., ► ext.) |  |     |     |     |     |
| ---- | ------------- | --- | - | - | - | - | -- | -- | ---- |  | -------------------------- |  | --- | --- | --- | --- |
| 1    | Équateur (en) | 6   | 4 | 3 | 0 | 1 | 11 | 3  | +8   |  | Équateur (en)              |  | 2-0 | 0-1 | 5-1 | 4-1 |
| 2    | Uruguay       | 6   | 4 | 3 | 0 | 1 | 7  | 3  | +4   |  | Uruguay                    |  |     | 2-1 | 1-0 | 4-0 |
| 3    | Argentine     | 5   | 4 | 2 | 1 | 1 | 4  | 3  | +1   |  | Argentine                  |  |     |     | 1-1 | 1-0 |
| 4    | Chili (en)    | 1   | 3 | 0 | 1 | 2 | 2  | 7  | -5   |  | Chili (en)                 |  |     |     |     | -   |
| 5    | Bolivie (en)  | 0   | 3 | 0 | 0 | 3 | 1  | 9  | -8   |  | Bolivie (en)               |  |     |     |     |     |

#### Détail des rencontres
| 1ère journée   | Équateur (en) | 2 - 0   | Uruguay | Estadio Defensores del Chaco Asuncion, Paraguay |                                       |
| 2 février 1992 | P. Hurtado 50e · E. Hurtado 62e | (2 - 0) | | Arbitrage : Márcio Rezende de Freitas           | Arbitrage : Márcio Rezende de Freitas |
| 2 février 1992 | Rapport |         | | Arbitrage : Márcio Rezende de Freitas           | Arbitrage : Márcio Rezende de Freitas |
| 2 février 1992 | Espinoza – I. Hurtado, Noriega, Montaño, Coronel – Carabalí, Tenorio, Burbano (nl) ( 46e Zambrano (en)) – Fernández, E. Hurtado, P. Hurtado ( 80e Cubero) | Équipes | Núñez (en) – Ramos, Silva, Montero, dos Santos (en) – Dorta (en), Bitancort (en), Saralegui, Tejera (en) – Ferreyra (en) ( 65e López (en)), Chabat ( 67e Canobbio (en)) | Arbitrage : Márcio Rezende de Freitas           | Arbitrage : Márcio Rezende de Freitas |

| 2 février 1992 | Argentine   | 1 - 0 | Bolivie (en) | Estadio Defensores del Chaco Asuncion, Paraguay |                             |
| | Simeone 44e | (1 - 0) |              | Arbitrage : Efigenio Verdún                     | Arbitrage : Efigenio Verdún |
| | Rapport     | |              | Arbitrage : Efigenio Verdún                     | Arbitrage : Efigenio Verdún |
| Roa – Boggio (en), Pochettino, Gamboa, Berizzo – Astrada, Simeone, Borrelli ( 66e Cagna), Latorre – Flores, Silvani (en) ( 55e Carranza (en)) | Équipes     | Vargas – Herrera, Peña, Sandy, Jiguchi – Chávez (it), Aguilar, Baldivieso ( 78e Amarilla), Ramos – Moreno, Villegas |              | Arbitrage : Efigenio Verdún                     | Arbitrage : Efigenio Verdún |

| 2ème journée   | Uruguay | 1 - 0   | Chili (en) | Estadio Defensores del Chaco Asuncion, Paraguay |                              |
| 4 février 1992 | Saralegui 9e | (1 - 0) | | Arbitrage : Renato Marsiglia                    | Arbitrage : Renato Marsiglia |
| 4 février 1992 | Rapport |         | | Arbitrage : Renato Marsiglia                    | Arbitrage : Renato Marsiglia |
| 4 février 1992 | Núñez (en) – Ramos, Silva, Montero, dos Santos (en) – Dorta (en), Bitancort (en), Saralegui, Tejera (en) – Ferreyra (en) ( 66e da Silva), Chabat ( 55e España) | Équipes | Peñailillo (es) – Valenzuela, Hoffmann, Ovalle, Ponce (en) – Musrri, Parraguez, Medina (es) ( 61e Galindo), Mac Niven (es) – Sánchez (es) ( 71e Barrera), Balcázar (en) | Arbitrage : Renato Marsiglia                    | Arbitrage : Renato Marsiglia |

| 4 février 1992 | Argentine          | 1 - 0 | Équateur (en) | Estadio Defensores del Chaco Asuncion, Paraguay |                                    |
| | Berizzo 85e (pen.) | (0 - 0) |               | Arbitrage : Alberto Tejada Noriega              | Arbitrage : Alberto Tejada Noriega |
| | Rapport            | |               | Arbitrage : Alberto Tejada Noriega              | Arbitrage : Alberto Tejada Noriega |
| Roa – Boggio (en), Pochettino, Gamboa, Berizzo – Astrada, Cagna, Simeone, Borrelli ( 46e Carranza (en)) – Latorre, Flores ( 44e Gancedo (en)) | Équipes            | Espinoza – I. Hurtado, Noriega, Montaño, Coronel – Carabalí ( 76e Cubero), Tenorio, Zambrano (en) – Fernández, E. Hurtado, P. Hurtado ( 66e Burbano (nl)) |               | Arbitrage : Alberto Tejada Noriega              | Arbitrage : Alberto Tejada Noriega |

| 3ème journée   | Équateur (en) | 4 - 1   | Bolivie (en) | Estadio Defensores del Chaco Asuncion, Paraguay |                                |
| 6 février 1992 | Chávez (it) 7e (csc) · Fernández 26e · Chala 46e · Carabalí 88e                                                                                        | (2 - 1) | Ramos 21e | Arbitrage : José Torres Cadena                  | Arbitrage : José Torres Cadena |
| 6 février 1992 | Rapport |         | | Arbitrage : José Torres Cadena                  | Arbitrage : José Torres Cadena |
| 6 février 1992 | Espinoza – Carabalí, Noriega, Montaño, Coronel – Tenorio, Cubero, Zambrano (en) ( 78e P. Hurtado) – Fernández ( 78e Maldonado (en)), E. Hurtado, Chala | Équipes | Vargas – Herrera, Peña, Sandy, Jiguchi – Chávez (it) ( 46e Etcheverry), Aguilar ( 56e Sánchez), Baldivieso, Ramos – Moreno, Arandía | Arbitrage : José Torres Cadena                  | Arbitrage : José Torres Cadena |

| 6 février 1992 | Argentine  | 1 - 1 | Chili (en)        | Estadio Defensores del Chaco Asuncion, Paraguay |                                       |
| | Flores 58e | (0 - 0) | Balcázar (en) 84e | Arbitrage : Márcio Rezende de Freitas           | Arbitrage : Márcio Rezende de Freitas |
| | Rapport    | |                   | Arbitrage : Márcio Rezende de Freitas           | Arbitrage : Márcio Rezende de Freitas |
| Roa – Boggio (en), Pochettino, Gamboa, Berizzo – Cagna, Simeone, Gancedo (en), Latorre – Flores ( 59e Mohamed), Carranza (en) | Équipes    | Peñailillo (es) – Valenzuela, Hoffmann, Ovalle, Ponce (en) – Musrri, Parraguez, Medina (es), Mac Niven (es) ( 63e Sandoval (es)) – Sánchez (es) ( 46e Barrera), Balcázar (en) |                   | Arbitrage : Márcio Rezende de Freitas           | Arbitrage : Márcio Rezende de Freitas |

| 4ème journée   | Uruguay | 4 - 0   | Bolivie (en) | Estadio Defensores del Chaco Asuncion, Paraguay |                             |
| 8 février 1992 | Saralegui 24e · Tejera (en) 42e · Silva 47e · Chabat 59e                                                                                              | (2 - 0) | | Arbitrage : Bonifacio Núñez                     | Arbitrage : Bonifacio Núñez |
| 8 février 1992 | Rapport |         | | Arbitrage : Bonifacio Núñez                     | Arbitrage : Bonifacio Núñez |
| 8 février 1992 | Núñez (en) – Ramos, Silva, Montero, Gastán – Dorta (en) ( 79e da Silva), Bitancort (en), Saralegui ( 46e España), Tejera (en) – Canobbio (en), Chabat | Équipes | Adorno – Herrera, Peña, Sandy, Urquiza – Sánchez, Chávez (it), Baldivieso ( 46e Amarilla), Ramos ( 67e Etcheverry) – Moreno, Villegas | Arbitrage : Bonifacio Núñez                     | Arbitrage : Bonifacio Núñez |

| 8 février 1992 | Équateur                                                              | 5 - 1 | Chili (en)        | Estadio Defensores del Chaco Asuncion, Paraguay |                              |
| | E. Hurtado 7e 24e · Fernández 31e · I. Hurtado 55e · Musrri 61e (csc) | (3 - 0) | Balcázar (en) 53e | Arbitrage : Renato Marsiglia                    | Arbitrage : Renato Marsiglia |
| | Rapport                                                               | |                   | Arbitrage : Renato Marsiglia                    | Arbitrage : Renato Marsiglia |
| Espinoza – I. Hurtado, Noriega, Montaño, Coronel ( 46e Chala) – Carabalí, Tenorio, Zambrano (en) – Fernández ( 62e Calderón), E. Hurtado, P. Hurtado | Équipes                                                               | Peñailillo (es) – Valenzuela, Hoffmann ( 66e Sánchez (es)), Ovalle, Ponce (en) – Musrri, Parraguez, Medina (es), Mac Niven (es) ( 46e Sandoval (es)) – Barrera, Balcázar (en) |                   | Arbitrage : Renato Marsiglia                    | Arbitrage : Renato Marsiglia |

| 5ème journée    | Uruguay | 2 - 1   | Argentine | Estadio Defensores del Chaco Asuncion, Paraguay     |                                                     |
| 10 février 1992 | Saralegui 42e · Dorta (en) 63e | (1 - 1) | Latorre 34e | Spectateurs : 10 000 Arbitrage : José Torres Cadena | Spectateurs : 10 000 Arbitrage : José Torres Cadena |
| 10 février 1992 | Rapport 1 Rapport 2 |         | | Spectateurs : 10 000 Arbitrage : José Torres Cadena | Spectateurs : 10 000 Arbitrage : José Torres Cadena |
| 10 février 1992 | Núñez (en) – Ramos, Silva, Montero, Gastán – Dorta (en), Bitancort (en), Rodríguez ( 83e Chabat), Saralegui, Tejera (en) – Canobbio (en) | Équipes | Roa – Boggio (en) ( 69e Silvani (en)), Pochettino, Gamboa, Berizzo – Astrada, Cagna, García (es), Latorre – Flores ( 69e Rossi), Carranza (en) | Spectateurs : 10 000 Arbitrage : José Torres Cadena | Spectateurs : 10 000 Arbitrage : José Torres Cadena |

| 10 février 1992 | Chili (en) | non disputé | Bolivie (en) | Estadio Defensores del Chaco Asuncion, Paraguay |  |
|                 |            |             |              |                                                 |  |

### Tournoi final
| Rang | Équipe        | Pts | J | G | N | P | Bp | Bc | Diff |  | Résultats (▼ dom., ► ext.) |  |     |     |     |
| ---- | ------------- | --- | - | - | - | - | -- | -- | ---- |  | -------------------------- |  | --- | --- | --- |
| 1    | Paraguay      | 5   | 3 | 2 | 1 | 0 | 2  | 0  | +2   |  | Paraguay                   |  | 1-0 | 0-0 | 1-0 |
| 2    | Colombie      | 3   | 3 | 1 | 1 | 1 | 4  | 2  | +2   |  | Colombie                   |  |     | 3-0 | 1-1 |
| 3    | Uruguay       | 3   | 3 | 1 | 1 | 1 | 1  | 3  | -2   |  | Uruguay                    |  |     |     | 1-0 |
| 4    | Équateur (en) | 1   | 3 | 0 | 1 | 2 | 1  | 3  | -2   |  | Équateur (en)              |  |     |     |     |

#### Détail des rencontres
| 6ème journée    | Paraguay | 1 - 0   | Équateur (en) | Estadio Defensores del Chaco Asuncion, Paraguay            |                                                            |
| 12 février 1992 | Gamarra 66e | (0 - 0) | | Spectateurs : 30 000 Arbitrage : Márcio Rezende de Freitas | Spectateurs : 30 000 Arbitrage : Márcio Rezende de Freitas |
| 12 février 1992 | Ruíz Díaz – Duarte, Ayala, Gamarra, Leiva – Peralta, Arce, Sosa (en), Neffa – Cardozo ( 50e Campos), Benítez (en) ( 87e Alvarenga) | Équipes | Espinoza – Carabalí, Noriega, Montaño, Coronel – Tenorio, Chala ( 62e Burbano (nl)), Zambrano (en) – Fernández, E. Hurtado, P. Hurtado ( 62e I. Hurtado) | Spectateurs : 30 000 Arbitrage : Márcio Rezende de Freitas | Spectateurs : 30 000 Arbitrage : Márcio Rezende de Freitas |

| 12 février 1992 | Colombie                       | 3 - 0 | Uruguay | Estadio Defensores del Chaco Asuncion, Paraguay   |                                                   |
| | Asprilla 32e 54e · Pacheco 58e | (1 - 0) |         | Spectateurs : 15 000 Arbitrage : Javier Castrilli | Spectateurs : 15 000 Arbitrage : Javier Castrilli |
| | Rapport                        | |         | Spectateurs : 15 000 Arbitrage : Javier Castrilli | Spectateurs : 15 000 Arbitrage : Javier Castrilli |
| Calero – Santa, Bermúdez, Cassiani, Osorio – Lozano ( 57e Pacheco), Gaviria ( 58e Pérez), Restrepo, Aristizábal – Valenciano, Asprilla | Équipes                        | Núñez (en) – Ramos, Silva, Montero, Gastán – Dorta (en), Rodríguez ( 46e Chabat), Bitancort (en) ( 46e España), Saralegui, Tejera (en) – Canobbio (en) |         | Spectateurs : 15 000 Arbitrage : Javier Castrilli | Spectateurs : 15 000 Arbitrage : Javier Castrilli |

| 7ème journée    | Uruguay | 1 - 0   | Équateur (en) | Estadio Defensores del Chaco Asuncion, Paraguay |                                             |
| 14 février 1992 | Saralegui 75e | (0 - 0) | | Spectateurs : 10 000 Arbitrage : Pablo Peña     | Spectateurs : 10 000 Arbitrage : Pablo Peña |
| 14 février 1992 | Rapport |         | | Spectateurs : 10 000 Arbitrage : Pablo Peña     | Spectateurs : 10 000 Arbitrage : Pablo Peña |
| 14 février 1992 | Núñez (en) – Ramos, Silva, Montero, dos Santos (en) – Dorta (en), Bitancort (en), Saralegui, Tejera (en) – Ferreyra (en) ( 58e Canobbio (en)), López (en) ( 68e Rodríguez) | Équipes | Espinoza – I. Hurtado, Noriega, Montaño, Coronel – Carabalí, Tenorio, Burbano (nl) ( 63e Zambrano (en)), Chala – E. Hurtado ( 46e Maldonado (en)), P. Hurtado | Spectateurs : 10 000 Arbitrage : Pablo Peña     | Spectateurs : 10 000 Arbitrage : Pablo Peña |

| 14 février 1992 | Paraguay   | 1 - 0 | Colombie | Estadio Defensores del Chaco Asuncion, Paraguay   |                                                   |
| | Yegros 78e | (0 - 0) |          | Spectateurs : 35 000 Arbitrage : Renato Marsiglia | Spectateurs : 35 000 Arbitrage : Renato Marsiglia |
| Ruíz Díaz – Duarte, Ayala, Gamarra, Leiva – Peralta, Arce, Sosa (en), Neffa ( 60e Alvarenga) – Benítez (en), Campos ( 75e Yegros) | Équipes    | Calero – Santa, Bermúdez, Cassiani, Osorio – Lozano ( 70e Pacheco), Gaviria ( 76e Pérez), Restrepo, Aristizábal – Valenciano, Asprilla |          | Spectateurs : 35 000 Arbitrage : Renato Marsiglia | Spectateurs : 35 000 Arbitrage : Renato Marsiglia |

| 8ème journée    | Paraguay | 0 - 0   | Uruguay | Estadio Defensores del Chaco Asuncion, Paraguay  |                                                  |
| 16 février 1992 | | (0 - 0) | | Spectateurs : 40 000 Arbitrage : Álvaro Arboleda | Spectateurs : 40 000 Arbitrage : Álvaro Arboleda |
| 16 février 1992 | Rapport |         | | Spectateurs : 40 000 Arbitrage : Álvaro Arboleda | Spectateurs : 40 000 Arbitrage : Álvaro Arboleda |
| 16 février 1992 | Ruíz Díaz – Duarte, Ayala, Gamarra, Marecos (en) – Peralta, Héctor Sosa (en), Hugo Sosa (en), Neffa ( 46e Alvarenga) – Benítez (en) ( 85e Cardozo), Campos | Équipes | Núñez (en) – Gastán, Silva, Montero, dos Santos (en) – Dorta (en), Rodríguez, Bitancort (en), Saralegui, Tejera (en) – Canobbio (en) | Spectateurs : 40 000 Arbitrage : Álvaro Arboleda | Spectateurs : 40 000 Arbitrage : Álvaro Arboleda |

| 16 février 1992 | Colombie            | 1 - 1 | Équateur (en) | Estadio Defensores del Chaco Asuncion, Paraguay   |                                                   |
| | Aristizábal 51e     | (1 - 1) | Chala 53e     | Spectateurs : 20 000 Arbitrage : Javier Castrilli | Spectateurs : 20 000 Arbitrage : Javier Castrilli |
| | Rapport 1 Rapport 2 | |               | Spectateurs : 20 000 Arbitrage : Javier Castrilli | Spectateurs : 20 000 Arbitrage : Javier Castrilli |
| Calero – Botero (nl) ( 75e Marulanda (en)), Bermúdez, Cassiani, Osorio – Lozano ( 74e Pacheco), Pérez, Restrepo, Aristizábal – Valenciano, Zambrano | Équipes             | Espinoza – I. Hurtado, Noriega, Montaño, Coronel – Carabalí, Tenorio, Burbano (nl), Zambrano (en) ( 52e Cubero) – E. Hurtado ( 75e Calderón), Chala |               | Spectateurs : 20 000 Arbitrage : Javier Castrilli | Spectateurs : 20 000 Arbitrage : Javier Castrilli |